# Nikolai Kostomàrov

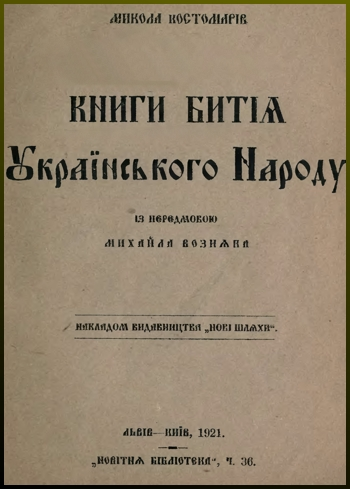
Reservar damunt existència de les persones ucraïneses, 1921; programa Ideològic del St Ciril i Metodi Fraternitat

Nikolai Ivànovitx Kostomàrov (rus: Никола́й Ива́нович Костома́ров, ucraïnès: Мико́ла Іва́нович Костома́ров, Mikola Ivànovitx Kostomàrov; 16 de maig de 1817, Iurassovka, gubèrnia de Vorónej, Imperi Rus – 19 d'abril de 1885, Sant Petersburg, Imperi Rus) és un dels historiadors russos més assenyalats, un Professor d'Història al Kiev Universitat i més tard al St. Petersburg Universitat, un autor de molts llibres, incloent la seva biografia famosa del dissetè segle Hetman de Zaporozhian Cossacks Bohdan Khmelnytsky, i el seu fonamental 3-volum Història russa en Biografies de les seves figures principals (Russkaya istoriya v zhizneopisaniyakh yeyo glavneyshikh deyateley). Nikolay Kostomarov Era tan important per cultura ucraïnesa, aquells alguns investigadors li observen com a historiador ucraïnès, així com rus.

## Historiador
Kostomarov Va néixer en família russa. El seu pare era amo Ivan Petrovich Kostomarov, la seva mare Tat'yana Petrovna Mel'nikova era d'origen més comú, és per això que Nikolay Kostomarov de iure era un "serf" del seu pare. Com a historiador, Kostomarov les escriptures van reflectir les tendències romàntiques del seu temps. Sigui un defensar de l'ús d'etnografia i folksong per historiadors, i reclamat per ser capaç d'albirar el "esperit" de les persones, incloent "esperit nacional", per aquest mètode. En la base del seu folksongs i història, va reclamar que els pobles de quin va cridar Del nord o Gran Rus' damunt una mà i Del sud o Poc Rus' en l'altre (russos i Ucraïnesos, respectivament) va diferir dins caràcter i va formar dues nacionalitats separades. En el seu assaig famós "Dues Nacionalitats russes" ("Две русские народности"), un landmark en la història d'ucraïnès nacional pensat, va propagar quin algun considerar per ser els estereotips de russos van inclinar cap a autocracy, col·lectivisme, i que construeix estatal, i els ucraïnesos van inclinar cap a liberty, poesia, i individualisme.
En les seves diverses escriptures històriques, Kostomarov era sempre molt positiu sobre Kievan Rus', sobre quin va considerar per ser el seu veche sistema d'assemblees populars, i el més tardà Zaporozhian Cossack fraternitat, el qual va creure dins la part era un hereu a aquest sistema. Per contrast, sigui sempre molt crític del vell Moscovita autocracy i els seus dirigents. De fet, va obtenir alguna notorietat popular en el seu dia per dubtar la història d'Ivan Susanin, un legendary heroi de màrtir vist com a savior de Muscovy.

## Religió
Kostomarov Era un home molt religiós i un devout partidari de l'Església ortodoxa. Sigui crític d'influències catòliques i poloneses damunt Ucraïna per tot els segles, però, no obstant això, va ser considerat tan més obert a cultura catòlica que molts del seu rus contemporaries, i més tard, els membres de les Societats Benèvoles eslaves.

## Política cultural
Kostomarov Era també actiu en política cultural en l'Imperi rus que és un proponent d'una Cassola-eslau i federalized sistema polític. Sigui una personalitat important en l'ucraïnès nacional despertant, un amic del poeta ucraïnès Taras Shevchenko, un defender de la llengua ucraïnesa dins literatura i en les escoles, i un proponent d'una forma populista de Cassola-Slavism, un moviment popular en una part segura del intelligentsia del seu temps. En el 1840s va fundar una organització política il·legal va cridar la Fraternitat de Sants Cyril i Methodius en Kíiv (per quin va patir arrest, empresonament, i exili), i a través del 1860s al 1880s, com a professor universitari, científic i escriptor bé conegut d'assajos polítics va continuar les idees de federalisme i populisme en ucraïnès i rus històric va pensar. Va tenir una influència profunda en historiadors ucraïnesos més tardans com Volodymyr Antonovych i Mykhailo Hrushevsky.

## Escriptor

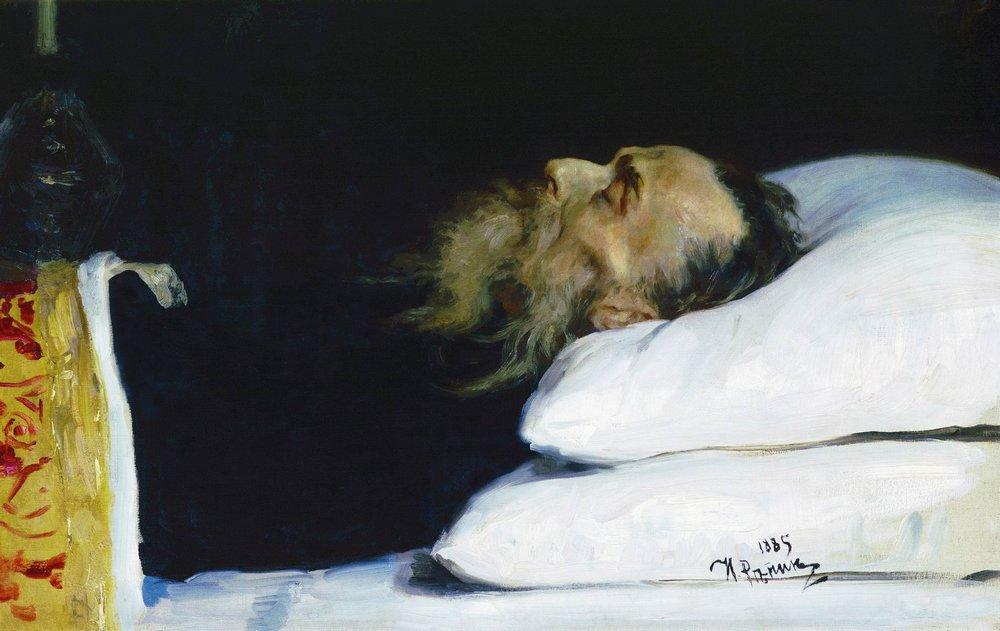
Kostomarov En El seu Taüt (per Ilya Repin)

Kostomarov Era també un autor romàntic i poeta, un membre del Kharkiv Escola Romàntica. Va publicar dues col·leccions de poesia (ucraïnès Ballads (1839) i La Branca (1840)), ambdues col·leccions que contenen poemes històrics majoritàriament sobre Kievan Rus' i Bohdan Khmelnytsky. La seva poesia és sabuda per incloure vocabulari i altres elements de tradicional ucraïnès folk cançons.
També va escriure teatres històrics, tanmateix aquests van tenir poca influència en el desenvolupament de teatre ucraïnès. També va escriure prosa en rus (el novelette Kudeyar, 1875), i rus barrejat amb ucraïnès (Chernigovka, 1881), però aquests també són considerats insignificants. Una altra història curta (Aldarull Animal,1879–80, va publicar dins 1917) agafa Rússia com el seu analogue, i imagina una revolució d'animals de granja. La feina ha estat citada per com a antecedent possible a George Orwell Granja Animal,.